# 教会税
教会税（德語：Kirchensteuer），是对宗教团体的成员征收的一种税，在奥地利、丹麦、芬兰、德国、冰岛、意大利、瑞典、部分瑞士地区以及其他少数国家征收。

## 概述
世界各国对宗教团体的财政支持政策，可大致分为三类：（1）宪法和法律规定国家不给予宗教团体财政支持，实际上也不给予宗教团体任何财政支持；（2）宪法和法律规定国家不给予宗教团体财政支持，但国家在部分领域和宗教团体发生财政关系；（3）宪法和法律规定国家给予宗教团体财政支持。
其中，第（3）种情况即国家直接给予宗教团体财政支持的情况下，各国分别通过教会税、法律框架保证、直接财政补贴这三种方式实施财政支持。教会税是在国家税收中设立的法定税种，缴纳后由国家交给国教会或者官方教会，是存在国教会或者官方教会的国家资助宗教团体的主要途径。而在法律框架保证的方式中，宗教团体利用国家权力机关收税或宗教团体自行收税，这也被视为广义上的教会税，或者也被称作教会税，但这种教会税不是国家税种。
教会税的纳税人主要是国教会或者官方教会的教徒，其他宗教或教派的教徒无此义务，有些国家的教会税纳税人也包括公司、团体。
因为教会税仅在欧洲部分国家征收，故本条目仅介绍欧洲国家的情况。

## 作为国家税种的教会税
将教会税设为国家税种的国家主要有：冰岛、瑞典、芬兰、丹麦等国。
冰岛对16岁以上居民强制征收教会税（是一种人头税），用来资助冰岛信义宗教会及其他获国家认可的宗教团体。冰岛还规定：“凡既非冰岛国教成员、又非其他得到承认的宗教团体成员的任何个人，应向冰岛大学或该大学指定的学术基金缴纳本应捐赠国教的捐款。”
瑞典在1995年之前实行政教合一制度，国家收取教会税，交给瑞典信义宗教会，其他宗教团体则不享有该法律地位。1995年瑞典实行政教分离以后，公民可申请免除教会税。其他宗教团体也可以经申请登记成为合法的宗教团体，从而与瑞典信义宗教会一样获得政府的财政支持。
芬兰国内设有两个官方教会即芬兰福音信义会和芬兰正教会，信仰这两种宗教的芬兰公民要将收入调节税按一定比例缴给两个教会之一。
丹麦教会由政府通过教会税资助，但缴纳教会税并非义务，纳税人有不缴纳教会税的权利，任何人不得强迫。这和其他北欧国家的规定不同。

## 法律框架保证

### 意、西制
法律框架保证主要分为两种模式。第一种模式是纳税人可选择将应当交付的个人所得税之一部分，交付给宗教团体，该模式以意大利與西班牙为代表。
意大利政府1984年和教廷签订协议，取消天主教的国教地位，国家不再直接资助天主教会。随后意大利建立了两套对宗教团体的财政资助体系。第一种体系是每年政府向收入超过一定數額的意大利纳税人，征收其个人所得税的0.8%（即千分之八税），意大利政府将此项税收用于三种用途：（1）应对世界饥荒、自然灾害、难民救助、文化古迹保护；（2）天主教会满足日常需求，供养神职人员，推行有益于意大利及第三世界国家的福利措施；（3）与政府签订协议的其他宗教派别。这三种用途必须由纳税人在其个人所得税申报表内指明用途；若未指明用途，则按其他纳税。根据1997年的统计数据，选择天主教（即上述第（2）项）作为用途的纳税人占指明用途的纳税人的81%。第二种体系是经政府同天主教会和其他宗教派别签订的协议创设，自纳税人收入中，抽出至多1032.91欧元，资助天主教会和其他宗教派别的神职人员。
西班牙在1970年代末期修改宪法并同教廷签订协议，取消天主教的国教地位。1988年起，国家停止对天主教会的直接财政拨款，改为由纳税人自愿决定是否把税收的其中一部分交给天主教会。国家的纳税表中允许纳税人表明将其缴纳的部分税款交给天主教会。在个人纳税申报单中，纳税人须向国家缴纳税款的0.5239%，用于天主教会或用于其他社会目的。此外，西班牙在部分领域还保留了国家直接向天主教提供财政拨款的做法，比如国家直接给军队中的天主教神父付款，国家为国立学校的天主教宗教教育提供津贴，国家补助天主教私立学校。以上各种财政支持仅针对天主教和天主教会，其他宗教和宗教团体不能享受。

### 德制
第二种模式是教会直接向教徒征收教会税，由公家代收，这种模式的代表是德国。
德国政府协助具有公共法人资格的宗教社团得向其成员征收等于个人所得税额8%至9%不等的教会税，此为德国教会的主要资金来源《德国基本法》第140条及《魏玛共和国宪法》第137条第6款规定，允许属于公共法人的宗教社团向其成员征收税款，获得征收教会税授权的特定教会的成员必须缴纳教会税。该税种由德国主要教会全体成员缴纳，政府随其他税种一并征收，扣除劳务费后，转交给教会，用于宗教性开支。所有人按照信仰在政府注册处登记，政府依据登记决定每个宗教派别可以获得多大比例的税款。教会税属于所得税附加性质的地方税，不属于政府财政收入，因此不包括在国家财政收入统计内。
德国征收教会税最早是源自19世纪德意志各邦没收教会财产后，对教会的补偿。1949年教会税被列入新出台的《德国基本法》。2010年代，德国教会每年可获得法定的90亿欧元教会税。德国登记在册的新教教徒和天主教徒中，有不少是名义教徒，不关心信仰和教会，仅缴纳教会税。自从2014年德国政府宣布2015年1月起实施对缴税更严格的控制以避免代缴之后，自2014年第二季度起，陆续有新教和天主教教徒離開宗教。有的分析认为退教的主因是为免交教会税。但也有分析认为，对新教和天主教的热情下降才是教徒退教的根本原因。